# Mirhipipteryx peruviana
Mirhipipteryx peruviana är en insektsart som först beskrevs av Henri Saussure 1896.  Mirhipipteryx peruviana ingår i släktet Mirhipipteryx och familjen Ripipterygidae. Inga underarter finns listade i Catalogue of Life.